# Нижньопавлушкинська сільська рада
Ни́жньопавлу́шкинська сільська рада (рос. Нижнепавлушкинский сельский совет) — сільське поселення у складі Бугурусланського району Оренбурзької області Росії.
Адміністративний центр — село Нижньопавлушкино.

## Населення
Населення — 443 особи (2019; 694 в 2010, 1111 у 2002).

## Склад
До складу сільської ради входять:
| Населений пункт         | Населення, осіб (2002) | Населення, осіб (2010) |
| ----------------------- | ---------------------- | ---------------------- |
| Верхньопавлушкино, село | 382                    | 211                    |
| Нижньопавлушкино, село  | 296                    | 194                    |
| Старі Узелі, село       | 398                    | 289                    |
| Луговий, селище         | 35                     | 0                      |